# Limonieae
Limonieae (sin. Staticeae), biljni tribus u porodici vranjemilovki, dio potporodice Staticoideae. Sastoji se od 18 rodova.
Ime tribusa dolazi po rodu Statice, sinonim za Armeria.

## Rodovi
1. Limoniastrum Heist. ex Fabr. (2 spp.)
2. Ceratolimon M. B. Crespo & Lledó (3 spp.)
3. Saharanthus M. B. Crespo & Lledó (1 sp.)
4. Psylliostachys (Jaub. & Spach) Nevski (6 spp.)
5. Myriolimon Lledó, Erben & M. B. Crespo (2 spp.)
6. Bakerolimon (Hook. f.) Lincz. (2 spp.)
7. Muellerolimon Lincz. (1 sp.)
8. Acantholimon Boiss. (317 spp.)
9. Bamiania Lincz. (1 sp.)
10. Bukiniczia Lincz. (1 sp.)
11. Cephalorhizum Popov & Korovin (4 spp.)
12. Dictyolimon Rech. f. (3 spp.)
13. Neogontscharovia Lincz. (3 spp.)
14. Ikonnikovia Lincz. (1 sp.)
15. Goniolimon Boiss. (19 spp.)
16. Limoniopsis Lincz. (2 spp.)
17. Limonium Mill. (631 spp.)
18. Armeria Willd. (99 spp.)

## Sinonimi
- Staticaceae Cassel Lehrb. Nat. Pflanzenord. 215. (1817)
- Staticeae Bartl., Ord. Nat. Pl.: 127. (1830)
- Armeriaceae Horan. Prim. Lin. Syst. Nat. 68. (1834)
- Armerieae Dumort., Anal. Fam. Pl.: 27. (1829)
- Limoniaceae Ser., Fl. Pharm.: 456. (1851) nom. cons.